# Chiesa di San Romano (Toledo)
La chiesa di San Romano è un edificio religioso di Toledo (Castiglia-La Mancia, in Spagna). La chiesa è stata costruita secondo lo stile architettonico del Mudéjar, nel XIII secolo. È situata dove in precedenza si trovavano un antico edificio visigoto e, probabilmente, un antico edificio romano. Attualmente è la sede del Museo dei consigli e della cultura visigota.

## Storia e descrizione
La chiesa si trova in uno dei luoghi più alti e agiati della città, sulla seconda collina delle dodici che la formano. Ci sono informazioni circa la chiesa già nel XII secolo ed essa sarebbe stata consacrata nel 1221 dall'arcivescovo Rodrigo Jiménez de Rada. Secondo la tradizione, al suo interno è stato coronato re Alfonso VIII di Castiglia, il 26 agosto 1166.
La pianta della chiesa si presenta a tre navate, separate da archi rialzati con degli alfiz (modanature quadrangolari che circondano la parte esterna degli archi) che poggiano sulle colonne; alcune di queste sono di origini visigote e romane e sono distinguibili dalle più recenti per le foglie corinzie presenti sui capitelli.
Nel corso del XIII secolo fu costruita una nuova abside e una robusta torre, di stile Mudéjar toledano, con i suoi piani superiori divisi in due campanili, aventi aperture in gruppi di due (primo piano) e tre (secondo piano); questa torre sarà utilizzata come modello per altre torri toledane. In aggiunta saranno realizzati anche degli affreschi in stile romanico, unito a decorazioni in stile Mudéjar.  Di grande pregio, queste sono considerate le più meridionali della Spagna. Gli affreschi sono divisi in due aree separate da due iscrizioni. Essi rappresentano il tetramorfo, gli arcivescovi, i santi Stefano e Lorenzo, degli angeli e il Giudizio Universale.
Nel XVI secolo Alonso de Covarrubias ha progettato l'abside con la cupola in stile plateresco, rivestita di cassettoni, nella cappella principale; e in seguito ha coperto i dipinti, dei quali si sono perse le tracce fino agli anni 40 del XX secolo: è stato allora che sono stati recuperati dove possibile.

## Galleria d'immagini

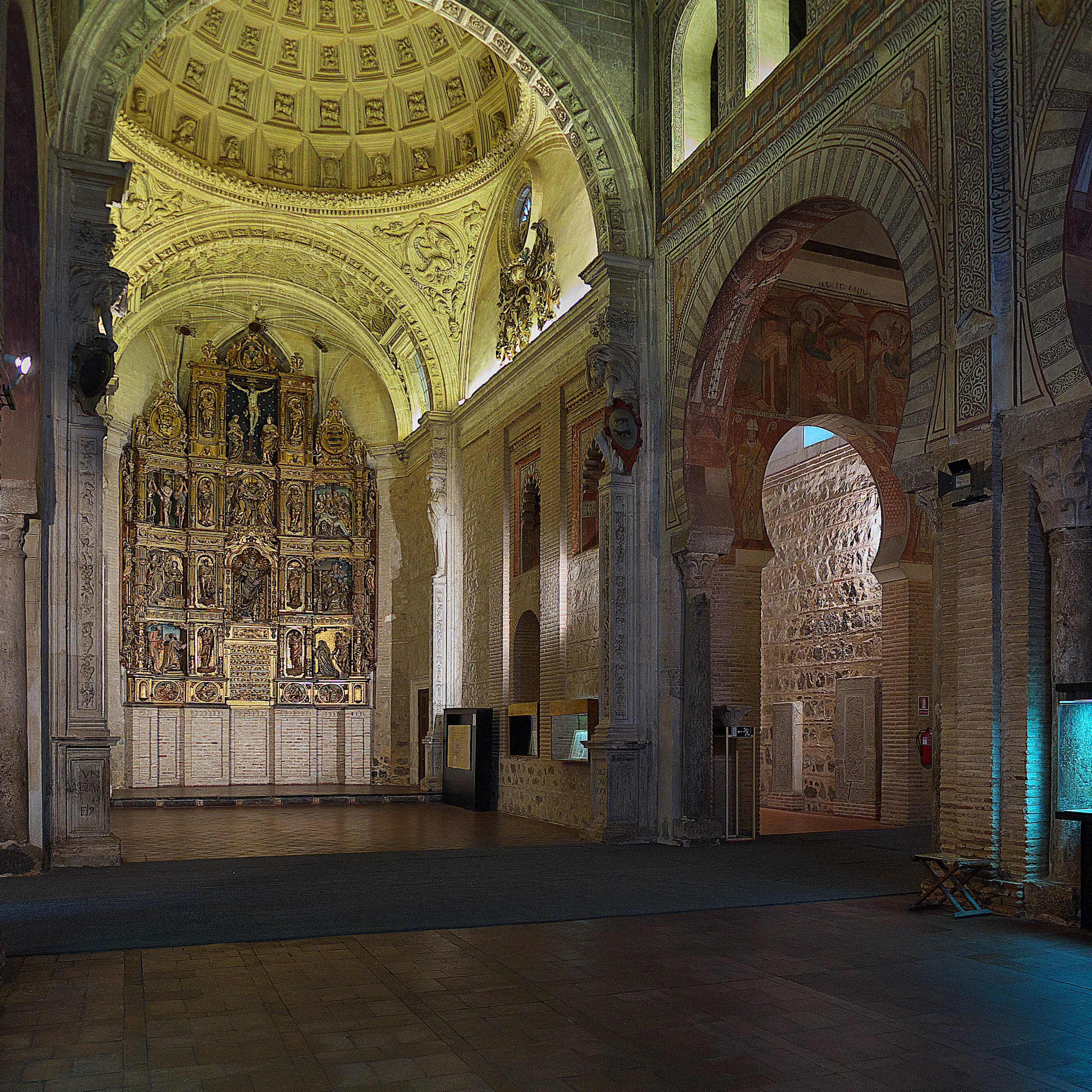
Interno, cappella principale
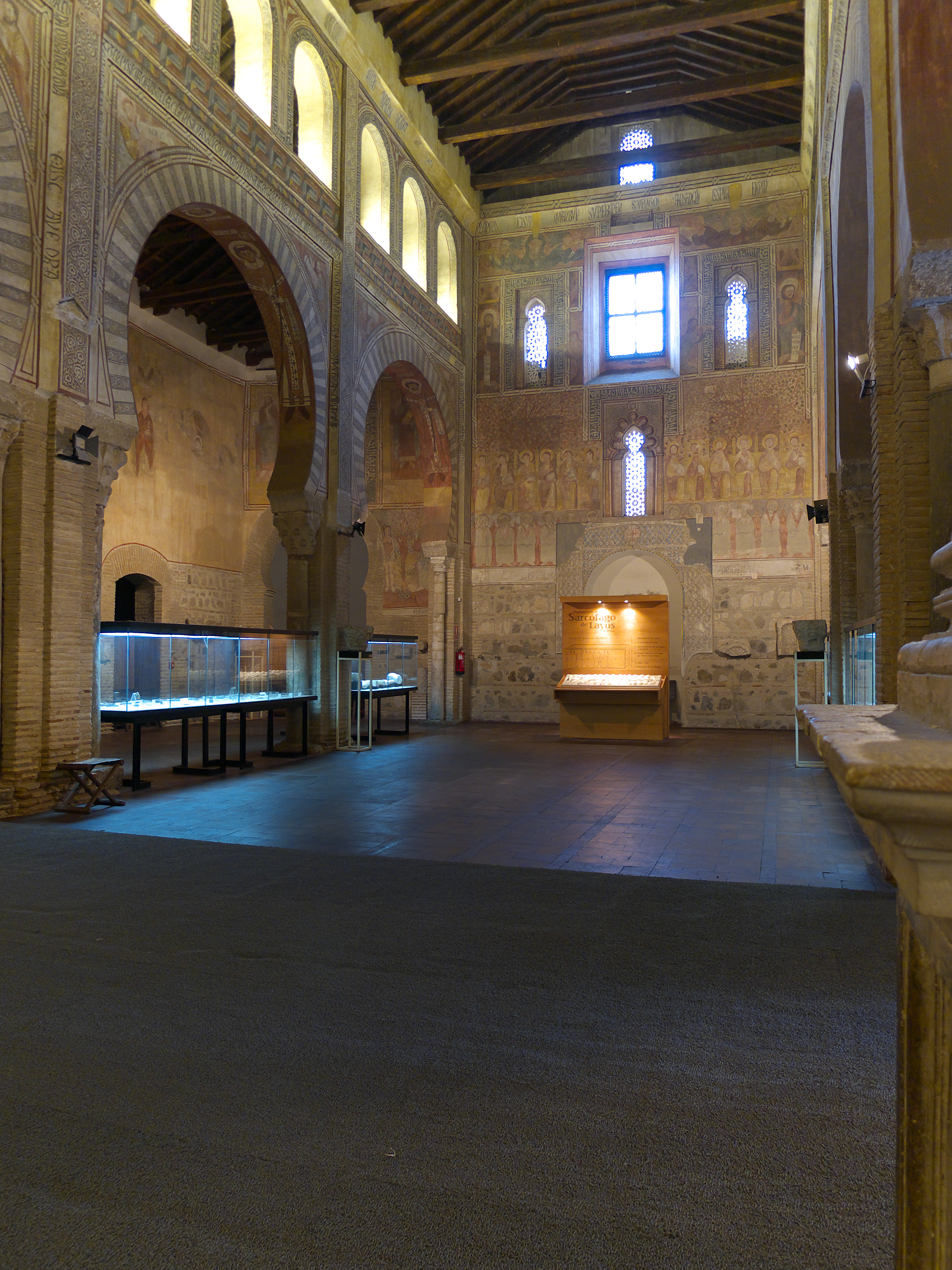
Interno, vista opposta
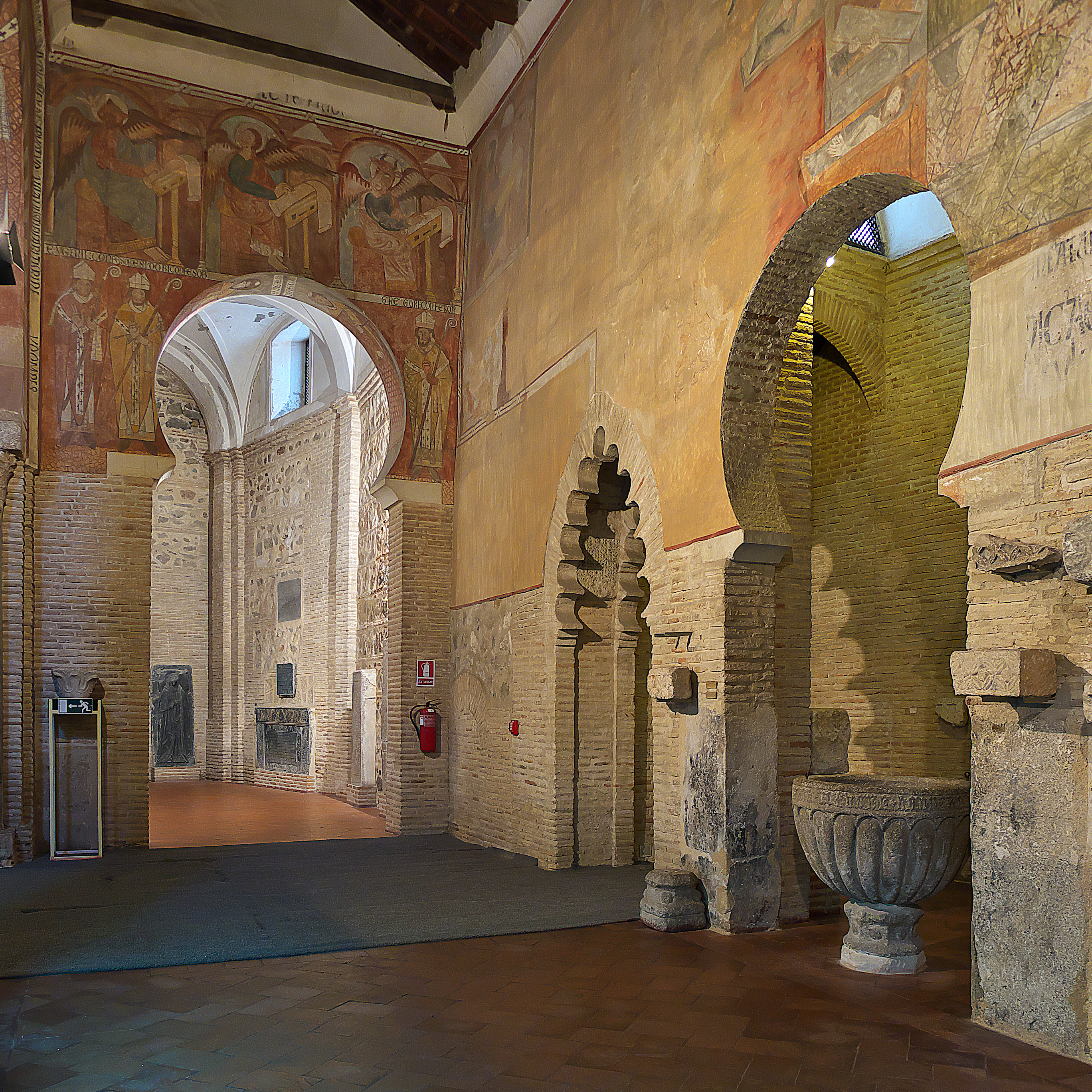
Navata della Lettera
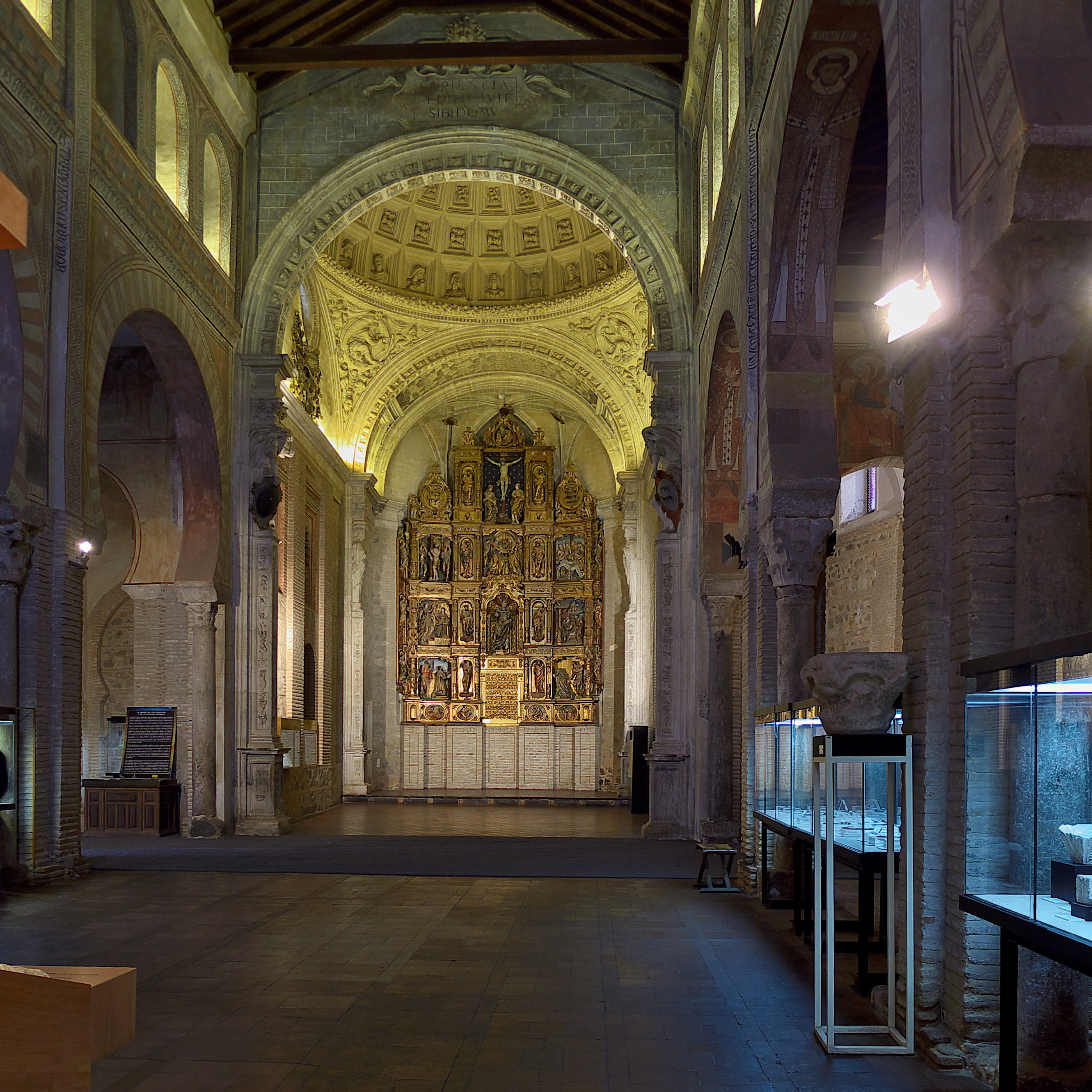
Presbiterio